# Reggenza di Majene
La reggenza di Majene (in indonesiano: Kabupaten Majene) è una reggenza dell'Indonesia, situata nella provincia di Sulawesi Occidentale.